# Harald Nilsen Tangen
Harald Nilsen Tangen (Stavanger, 2001. január 3. –) norvég korosztályos válogatott labdarúgó, a Viking középpályása.

## Pályafutása

### Klubcsapatokban
Tangen a norvégiai Stavanger városában született. Az ifjúsági pályafutását a helyi Stavanger csapatában kezdte, majd a Viking akadémiájánál folytatta.
2018-ban mutatkozott be a Viking másodosztályban szereplő felnőtt keretében. Először a 2018. július 22-ei, Jerv ellen 4–1-re megnyert mérkőzés 89. percében, André Danielsen cseréjeként lépett pályára. A 2018-as szezonban feljutottak az első osztályba. 2019-ben a Tromsdalen, majd 2020-ban az Åsane csapatát erősítette kölcsönben. Első gólját 2021. május 27-én, a Mjøndalen ellen hazai pályán 2–1-es győzelemmel zárult találkozón szerezte meg.

### A válogatottban
Tangen az U15-östől az U20-asig minden korosztályos válogatottban képviselte Norvégiát.

## Statisztikák
2023. augusztus 6. szerint
| Klub     | Szezon   | Osztály     | Bajnokság | Bajnokság | Kupa  | Kupa | Nemzetközi | Nemzetközi | Összesen | Összesen |
| Klub     | Szezon   | Osztály     | Meccs     | Gól       | Meccs | Gól  | Meccs      | Gól        | Meccs    | Gól      |
| -------- | -------- | ----------- | --------- | --------- | ----- | ---- | ---------- | ---------- | -------- | -------- |
| Viking   | 2018     | OBOS-ligaen | 1         | 0         | 0     | 0    | —          | —          | 1        | 0        |
| Viking   | 2019     | Eliteserien | 1         | 0         | 0     | 0    | —          | —          | 1        | 0        |
| Viking   | 2020     | Eliteserien | 5         | 0         | 0     | 0    | —          | —          | 5        | 0        |
| Viking   | 2021     | Eliteserien | 27        | 5         | 4     | 0    | —          | —          | 31       | 5        |
| Viking   | 2022     | Eliteserien | 25        | 1         | 0     | 0    | 4          | 0          | 29       | 1        |
| Viking   | 2023     | Eliteserien | 17        | 2         | 4     | 0    | —          | —          | 21       | 2        |
| Összesen | Összesen | Összesen    | 76        | 8         | 8     | 0    | 4          | 0          | 88       | 8        |

## Sikerei, díjai
Viking
- OBOS-ligaen
  - Feljutó (1): 2018

- Norvég kupa
  - Győztes (1): 2019